# Еллен Берстін
Е́ллен Бе́рстін (англ. Ellen Burstyn, при народженні — Една Рей Джиллулі (англ. Edna Rae Gillooly), 7 грудня 1932) — американська акторка, популярна в 1970-ті, шестиразова номінантка «Оскара» і його лауреатка (1975). Президент Американської гільдії кіноакторів (1982—1985).

## Фільмографія
- 1967 — Велика долина / The Big Valley — сестра Джейкоб
- 1971 — Останній кіносеанс / The Last Picture Show
- 1973 — Той, що виганяє диявола
- 1977 — Провидіння
- 1991 — Померти молодим
- 1994 — Коли чоловік кохає жінку
- 2000 — Реквієм за мрією
- 2014 — Інтерстеллар
- 2017 — Дрібничка на день народження
- 2020 — Фрагменти жінки / Pieces of a Woman